# 馮英倫
馮英倫（英語：Allen Fung Ying Lun，1983年9月9日—）；人稱老馮，曾任香港發展局局長政治助理，在現時為香港航天科技集團副總裁（業務發展）兼總監經理。

## 簡歷
馮英倫早年在九龍何文田俊民苑長大，就讀天主教領島學校，在2002年畢業於迦密中學，後在2006年於香港大學文學士（修讀歷史及政治）畢業，主修歷史及政治，曾經擔任2004年度香港大學學生會外務副會長，其後在2011年於香港大學公共行政學碩士畢業。馮曾有7年時間任職時任香港行政會議非官守議員召集人梁振英之公務助理，其後在香港資源控股旗下公司任職企業發展副總裁。2014年3月，他獲委任為發展局政治助理，接替提出請辭的何建宗。2017年8月1日，他再獲委任為發展局政助理。馮英倫於2015年9月起修讀香港大學公共行政學博士課程。

## 爭議

### 輕視疫情出席聚會被送到竹篙灣檢疫中心隔離
2022年1月3日，因為冠狀病毒肺炎的新一波疫情在香港急速升溫，衛生署要求市民立即停止及取消所有人群聚集的宴會及社交活動，但香港特區政府多名主要官員及議員卻於同一天集體出席中國全國人大香港代表洪為民一個不跟足政府防疫指引（賓客進食以外時間除口罩、除口罩離檯交際唱歌和多人涉嫌沒掃安心出行入餐廳等等）的大型生日派對，超過170人在灣仔灣景中心的一家西班牙餐廳聚集，其後有人確診染疫，而被送到竹篙灣檢疫中心隔離21天，後因有涉事者為假陽性而被提早釋放。多名人士涉「知法犯法」令特首林鄭月娥表示非常失望！